# نیروگاه هسته‌ای موانجو
نیروگاه هسته‌ای موانجو (به لاتین: Monju Nuclear Power Plant) یک نیروگاه هسته‌ای در ژاپن است که در تسوروگا، فوکوئی واقع شده‌است.